# Neptune et ses lunes dans la fiction
 (septembre 2020).
Si vous disposez d'ouvrages ou d'articles de référence ou si vous connaissez des sites web de qualité traitant du thème abordé ici, merci de compléter l'article en donnant les références utiles à sa vérifiabilité et en les liant à la section « Notes et références ».

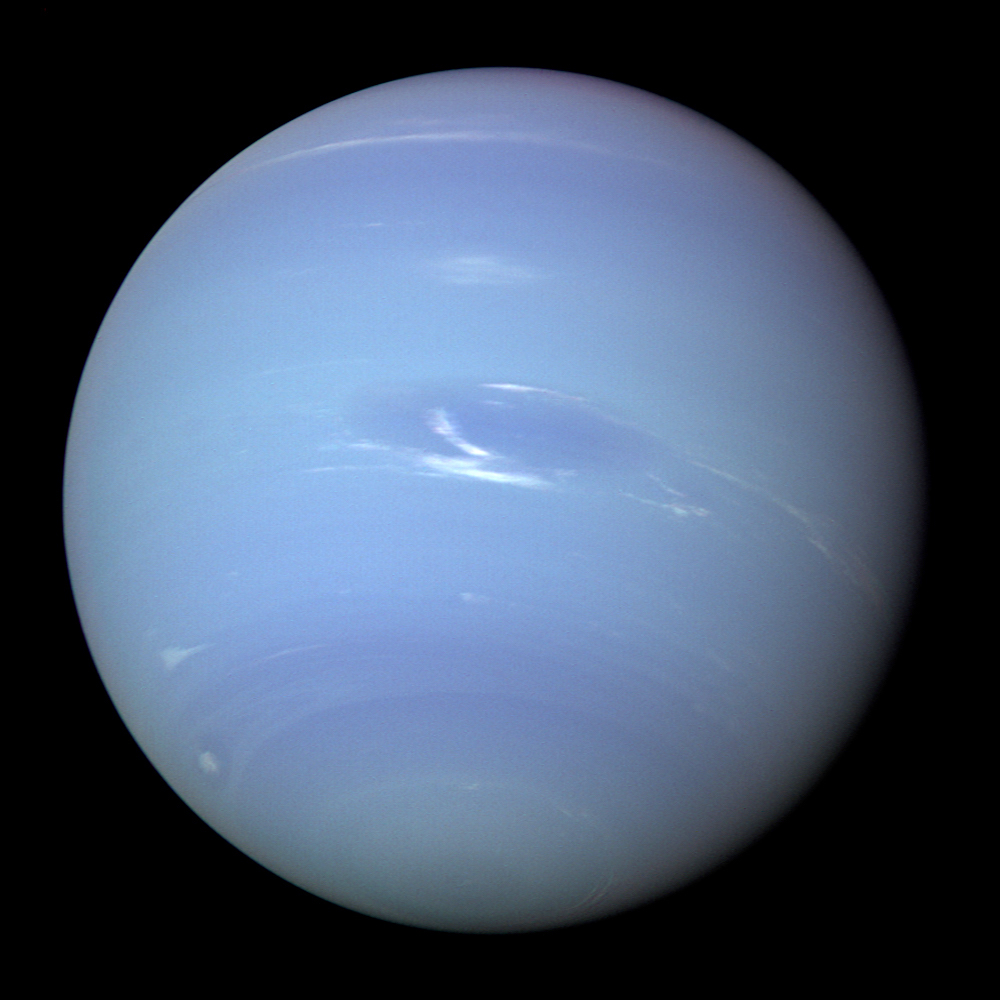
Neptune

La planète Neptune a servi de référence et de décor dans divers films et œuvres de fiction.

## Œuvres incluant Neptune
- Dans la nouvelle de H. G. Wells "The Star", Neptune est détruite lors d'une collision avec un autre objet supermassif, ce qui réduit sa vitesse orbitale à zéro. L'épave tombe dans le Soleil, manquant de peu la Terre.
- Dans la série Capitaine Future, Neptune est dépeinte comme une planète marine, en référence au dieu romain de la mer.
- Dans le roman d'Olaf Stapledon de 1930, Les Derniers et les Premiers, Neptune est la dernière demeure de la race humaine hautement évoluée. La planète est représentée comme ayant une atmosphère dense mais avec une surface solide.
- Dans le roman de Hugh Walters de 1968, Nearly Neptune, la première expédition habitée à Neptune se termine en désastre lorsqu'un incendie détruit l'équipement vital à bord du vaisseau spatial.
- La majorité du film d'horreur de science-fiction de 1997 Event Horizon se déroule en orbite autour de Neptune avec le vaisseau spatial éponyme Event Horizon.
- Dans le film de science-fiction 2019, Ad Astra Neptune est la destination du protagoniste, voulant arrêter les ondes destructrices d'antimatière provenant d'une station spatiale défectueuse qui tourne autour de la planète.
- Dans Call of Duty: Infinite Warfare, Neptune est le décor de la carte multijoueur, Frontier, qui se déroule sur une station spatiale en orbite autour de la planète.
- L'histoire courte humoristique, "The Elephants on Neptune" de Mike Resnick, est publiée dans Asimov's Science Fiction et a été nommée pour un prix Hugo et un prix Nebula (2001).
- Le pilote du téléfilm Virtuality a pour sujet un vaisseau se préparant à faire un survol de Neptune avant de quitter le Système solaire.
- L'épisode pilote de Star Trek: Enterprise "Broken Bow" mentionne brièvement Neptune, avec Jonathan Archer disant qu'à la vitesse de Warp 4.5, il est possible de voler à "Neptune et de revenir [sur Terre] en six minutes".
- Dans le jeu Anastronaut : The Moon Hopper, le joueur visite la planète Neptune.
- Dans la série manga et anime Sailor Moon, l'un des personnages secondaires s'appelle Sailor Neptune ; elle est également connue sous le nom de Michiru Kaioh. Elle porte un talisman connu sous le nom de Deep Aqua Mirror et ses pouvoirs sont basés dans les eaux profondes.
- Dans la série de dessins animés Futurama, le personnage Robot Santa Claus a sa base fortifiée au pôle nord de Neptune.
- Dans l'épisode de Mes parents sont magiques " Wishology", Poof va sur Neptune pour fabriquer une baguette magique.
- L'épisode de Doctor Who " Dans les bras de Morphée " se déroule sur une station spatiale en orbite autour de Neptune.
- Dans la série de jeux vidéo Hyperdimension Neptunia, Neptune est la déesse de la nation connue sous le nom de Planeptune.
- Dans bande dessinée steampunk française Les Fantômes de Neptune (2015), de Valp, l'intrigue commence sur Europe, une lune de Jupiter, et se poursuit sur Neptune.

## Neptuniens
La planète est également présente comme le lieu d'origine de diverses espèces et personnages extraterrestres :
- Dans le Mythe de Cthulu de HP Lovecraft, Neptune est connue sous le nom de "Yaksh" et est habité par de curieuses créatures fongoïdes ( The Family Tree of the Gods de Clark Ashton Smith, 1944).
- Dans la série télévisée d'animation Futurama (1999 - 2003, 2007 - 2009), les Neptuniens sont une race d'humanoïdes à quatre bras à la peau violette qui coexistent pacifiquement avec les humains à travers le Système solaire. Elzar le cuisinier, est un Neptunien. Neptune lui-même est vu dans l'épisode de la saison 3 " A Tale of Two Santas ", ainsi que dans le film  "La Grande Aventure de Bender".
- Dans l'anime japonais Urusei Yatsura, Neptune est un endroit glacial et froid qui abrite Oyuki, l'un des amis extraterrestres d'enfance de Lum.
- Dans l'épisode Les Esclaves de Neptune de Space Patrol (1962), l'équipage du Galasphere est envoyé pour résoudre le mystère d'un vaisseau spatial envoyant des colons à Pluton qui aurait disparu près de Neptune. À l'approche de Neptune, les personnages Dart, Slim et Husky tombent sous l'influence hypnotique du suzerain neptunien Tyro qui utilise ses pouvoirs pour piéger les colons terrestres comme esclaves.
- Dans DC One Million de Grant Morrison (1998), chaque planète du Système solaire est supervisée par un membre des futurs descendants de la Justice League. Neptune est supervisé par l'Aquaman du 853e siècle et est décrite comme étant couverte d'océans.
- En 1975, la Mego Corporation créé une figurine d'action "Neptunian"[1]. En forme de reptilien monstrueux avec une tête longue et mince, une combinaison écailleuse verte et rouge et des gants et des bottes amovibles,, le Neptunien n'est cependant apparu dans aucun épisode ou film Star Trek, avant ou depuis.
- Dans All-Star Comics #13, la Société de justice d'Amérique est gazée par les nazis et envoyée sur différentes planètes. Le Dr Mid-Nite atterrit sur Neptune, une planète couverte de glace avec une sorte de système de communication construit par l'homme à la surface. Il rencontre plusieurs créatures et est emmené à la rencontre d'Hydara, chef du peuple souterrain et devenu esclave.
- Dans Marvel Family # 27, Neptune est habitée par une race de robots.
- Dans la Marvel Family # 36, toute vie sur Neptune est anéantie par les envahisseurs d'Infinity.
- En juillet 1958, Superman se rend à Neptune pour obtenir une sculpture de lui-même réalisée par les Neptuniens en son honneur.
- Dans Marvel Family # 16, il est révélé que l'être le plus puissant de Neptune est une créature semblable à une pieuvre. Il est kidnappé par un tyran plutonien pour combattre les êtres les plus puissants des autres planètes, mais est battu par Captain Marvel.

## Les lunes de Neptune dans la fiction
- Dans le jeu vidéo Anastronaut: The Moon Hopper, le joueur visite Triton, Protée, Naïade et Thalassa.
- Trois niveaux du jeu Descente ont lieu sur Neptune ou ses lunes.
- Dans L'Anneau-Monde de Larry Niven, une partie se déroule dans une colonie sur Nereid.
- Dans Vainglory d'Alastair Reynolds, Neptune développe un magnifique système d'anneaux à la suite de la démolition délibérée de sa lune Naïade.

### Triton
- Dans le roman de 1976 de Samuel R. Delany, Triton, l'humanité colonise plusieurs parties du Système solaire, y compris la plus grande lune de Neptune.
- Une partie du roman de Piers Anthony Zodiacal se déroule sur Triton, les protagonistes terraformant une zone.
- Transcendance de Christopher McKitterick se déroule sur Triton, où un artefact extraterrestre a été découvert.
- Dans le roman Neptune Crossing de Jeffrey A. Carver, un équipage de la Terre cherche d'anciens artefacts sur Triton. La majeure partie de l'histoire se déroule sur cette lune.
- L'histoire de fond du jeu Supreme Commander fait état d'un test d'un système de tunnel quantique utilisé pour transporter des humains sur Triton.
- Triton est utilisée comme base d'opérations temporaire par les Spathi dans le jeu vidéo Star Control II.
- Le film de 1996 Space Truckers s'ouvre sur une base militaire sur Triton, qui est attaquée par un robot de combat.
- Dans Red Dwarf: Infinity Welcome Careful Drivers, l'un des membres de l'équipage malheureux d'origine révèle qu'il avait acheté une maison sur Triton.
- Dans l'épisode de Futurama " The Tip of Zoidberg ", Farnsworth et Zoidberg sont largués sur Triton pour chasser des yétis.
- La nouvelle de 2010 de Mercurio D. Rivera "In the Harsh Glow of its Incandescent Beauty" voit le personnage principal suivre son ex-épouse sur Triton.
- La nouvelle "Neptune's moon" (seul Triton avait été découvert au moment de la rédaction) montre une base sur cette lune dans le Cycle du Fulgur d'Edward Elmer Smith.